# Shon Faye
Pour les articles homonymes, voir Faye.
Shon Faye, née le 27 mars 1988 est une écrivaine, rédactrice, journaliste et présentatrice anglaise, connue pour ses prises de position sur les thématiques LGBTQ+, les femmes et les problèmes de santé mentale. Elle anime le podcast Call Me Mother et est l'autrice du livre publié en 2021 The Transgender Issue (en). Elle a été rédactrice en chef chez Dazed et a contribué à des articles et à des commentaires journalistiques pour The Guardian, The Independent, VICE, n+1, Attitude, Verso et d'autres.

## Biographie
Faye est née à Bristol le 27 mars 1988. Elle a étudié la littérature anglaise à l'Université d'Oxford, puis obtenu un diplôme d'études supérieures en droit. Faye a déménagé à Londres où elle a travaillé comme avocate. Selon ses propres termes, elle a plus tard « eu une implosion complète, a quitté son travail, est retournée à Bristol et a fait son coming-out en tant que femme trans ». Elle est basée à Londres.

## Carrière
Faye commence sa carrière d'écrivaine en 2014. Ses sujets de prédilection sont concentrées sur la sexualité, le féminisme et la santé mentale,,,. Elle a écrit et joué dans deux courts métrages, le premier, Catechism est diffusé durant l'exposition Tate Britain Queer British Art en 2017,. Shon a présenté une série de vidéos en ligne intitulée Shon This Way  pour Novara Media en 2017, qui traite de la politique et de l'histoire queer. Dans une revue historique de 2017 pour The Guardian, le chroniqueur politique Owen Jones cite Faye, ainsi que Paris Lees et Munroe Bergdorf, comme comptant parmi les «voix trans brillantes» et émergentes. Ses œuvres artistiques sont exposées dans l'exposition Am I Making Sense aux Hoxton Arches.
Faye fait campagne pour que les femmes trans aient accès aux services destinés aux victimes de viol et de violence domestique. En 2018, elle est présente durant l'événement Women Making History d'Amnesty International, où elle prononce un discours appelant à « se recentrer » sur la question des femmes trans défavorisées,.
Elle anime Call Me Mother, un podcast qui « s'oppose à l'image condescendante selon laquelle atteindre la soixantaine implique de s'asseoir sous une couverture et de tricoter, en interviewant des pionniers LGBTQ âgés », selon The Guardian . Une critique du podcast publiée dans le magazine GQ indique : « Ce n'est pas seulement un podcast pour les personnes queers, tout le monde peut écouter et apprécier les histoires partagées et apprendre quelque chose sur la vie queer ». Erin Patterson écrit pour British Vogue que le podcast « me fait remarquer que j'ai une histoire en tant que personne queer, j'ai des ancêtres ».
En 2021 elle publie un livre intitulé The Transgender Issue (en), qu'elle écrit pendant le confinement lié à la pandémie de COVID  et qui constitue un plaidoyer pour la défense des personnes transgenres au Royaume Uni,,,,.

## Publications
- Shon Faye, The Transgender Issue: An Argument for Justice, Penguin Books Ltd, 2021 (ISBN 9780241423141).